# Moabe Platini Dias Ramos
Moabe Platini Dias Ramos (São Paulo, 22 juni 1987) is een Braziliaans voormalig voetballer die als middenvelder speelde.

## Carrière
Platini begon zijn carrière in 2003 bij União São João EC. Hij tekende in 2006 bij Oita Trinita in de J1 League. Hij tekende in 2007 bij FC Mi-O Biwako Kusatsu. Hij keerde terug naar Brazilië waar hij voor São Carlos FC ging spelen.